# Estació de Plaça del Centre
Plaça del Centre és una estació de la L3 del Metro de Barcelona situada sota el carrer Berlín entre els districtes de les Corts i Sants-Montjuïc de Barcelona.
L'estació va entrar en servei el 1975 com a part de la Línia IIIB amb el nom de Plaza del Centro fins que el 1982 amb la reorganització dels números de línies i canvis de nom d'estacions va adoptar el nom actual.
| Metro de Barcelona     |           |                                              |               |                        |
| Procedència/Destinació | <         | Línia                                        | >             | Procedència/Destinació |
| Zona Universitària     | Les Corts | Logotip de la Línia 3 del metro de Barcelona | Sants Estació | Trinitat Nova          |

## Accessos
- Plaça del Centre